# Believe Your Smile
《Believe Your Smile》은 V6의 12번째의 싱글이다.

## 해설
- 이 싱글로 V6는 8번째 오리콘 싱글 차트 1위를 기록했다.
- 제50회 NHK 홍백가합전의 게스트로 출연하여(스포츠 히어로 쇼 부분), 후렴구만을 부른적이 있다.[1]

## 수록곡
1. Believe Your Smile
  - 작사：키쿠치 카즈히토·무츠미 스미오, 작곡：키쿠치 카즈히토, 편곡：우에노 케이시
  - 아사히TV계열 《위험한 방과후》 주제가
2. OPEN THE GATE / 20th Century
  - 작사：야마모토 나루미, 작곡：나카니시 케이조·코니시 타카오, 편곡：코니시 타카오
  - 후지TV계열 《제30회 봄의 고교 발레》 주제곡, 《MIKI HOUSE》 TV-CM 곡
3. Believe Your Smile(カラオケ)
4. OPEN THE GATE(カラオケ)